# هاري فرانك غاغنهايم
هاري فرانك غاغنهايم (بالإنجليزية: Harry Frank Guggenheim)‏ هو شخصية أعمال ودبلوماسي وطيار أمريكي، ولد في 23 أغسطس 1890 في لونغ برانش في الولايات المتحدة، وتوفي في 22 يناير 1971 في نيويورك في الولايات المتحدة بسبب سرطان.